# Морозов Андрій Іванович
Андрій Іванович Морозов (1900, Короча Курської губернії, тепер Бєлгородської області, Російська Федерація — 1979, Москва) — радянський партійний і господарський діяч. Депутат Верховної Ради СРСР 1-го скликання.

## Біографія
Народився у родині прикажчика. У 1912 році закінчив чотирикласне міське училище в Корочі. У серпні 1913 — липні 1917 року — учень в приватному магазині у місті Миколаєві Херсонської губернії. У липні 1917 — лютому 1919 року — прикажчик приватного магазину в місті Миколаєві Херсонської губернії. У лютому — травні 1919 року — прикажчик приватного магазину в місті Харкові. У червні 1919 — березні 1920 року — знову прикажчик приватного магазину в місті Миколаєві.
У березні — жовтні 1920 року — червоноармієць 3-го особливого батальйону 12-ї армії РСЧА у місті Павлограді Катеринославської губернії. У жовтні 1920 — січні 1921 року — слухач тримісячних курсів командного складу Південно-Західного фронту в Харкові.
У січні 1921 — лютому 1922 року — політичний керівник 1-го територіального полкового округу 2-ї ротної дільниці на станції Мерефа Катерининської залізниці Харківської губернії.
Член РКП(б) з травня 1921 року.
У лютому — листопаді 1922 року — уповноважений по боротьбі із бандитизмом Харківського повітового політбюро при губернській Надзвичайній комісії у місті Вільшани Харківської губернії.
У грудні 1922 — березні 1924 року — політичний керівник роти 3-ї Казанської стрілецької дивізії у Севастополі. У березні 1924 — жовтні 1926 року — помічник військового комісара полку 23-ї Харківської стрілецької дивізії у Харкові.
У листопаді 1926 — квітні 1929 року — секретар партійного комітету заводоуправління Харківської кондитерської фабрики «Октябрь». Закінчив один курс вечірнього інституту в Харкові.
У квітні 1929 — вересні 1930 року — відповідальний секретар Великописарівського районного комітету КП(б)У Харківського округу.
У жовтні 1930 — квітні 1932 року — секретар партійного комітету шахти № 546 імені Ворошилова у місті Прокоп'євську Західно-Сибірського краю.
У квітні 1932 — червні 1933 року — студент Української промислової академії у Харкові, закінчив перший курс.
У червні 1933 — березні 1935 року — партійний організатор ВКП(б) шахти «Червона Зірка» у місті Сталіно Донецької області. У квітні 1935 — липні 1936 року — інструктор із вугілля Ворошиловградського міського комітету КП(б)У Донецької області.
У липні 1936 — квітні 1938 року — завідувач відділу керівних партійних органів Горно-Бадахшанського обласного комітету КП(б) Таджикистану. Одночасно, у серпні 1936 — лютому 1938 року — 2-й секретар Горно-Бадахшанського обласного комітету КП(б) Таджикистану.
У травні 1938 — вересні 1939 року — начальник виробничого відділу, заступник народного комісара харчової промисловості Таджицької РСР.
У вересні 1939 — грудні 1940 року — слухач Академії харчової промисловості у Москві. У грудні 1940 — липні 1941 року — студент гірничорудного відділення Всесоюзної школи техніків у Москві.
З 1941 року — в Червоній армії, учасник німецько-радянської війни. У липні — вересні 1941 року — військовий комісар полку народного ополчення Комінтернівського району Москви. У вересні 1941 — березні 1944 року — інспектор, заступник із політичної частини інтенданта Брянського і 2-го Прибалтійського фронтів. У березні 1944 — листопаді 1945 року — начальник політичного відділу тилу 22-ї армії 2-го Прибалтійського фронту.
У січні — травні 1946 року — заступник начальника Головного управління «Головсіль» Народного комісаріату харчової промисловості СРСР. У травні 1946 — серпні 1950 року — начальник відділу охорони Міністерства вугільної промисловості СРСР у Москві.
У вересні 1950 — березні 1953 року — заступник директора Малаховського експериментального заводу Ухтомського району Московської області.
У березні 1953 — листопаді 1957 року — помічник директора Державного проектно-конструкторського і експериментального інституту вугільного машинобудування «Діпровуглемаш» у Москві.
З листопада 1957 року — персональний пенсіонер союзного значення у Москві, де й помер у лютому 1979.

## Звання
- старший батальйонний комісар
- полковий комісар

## Нагороди
- орден Червоної Зірки (20.08.1942)